# Procedimento accelerato
Nel diritto tedesco, i procedimenti accelerati si riferiscono a una forma speciale di procedimento penale da parte della magistratura. Serve a negoziare rapidamente ed efficacemente fatti penalmente rilevanti con semplici prove. La punizione dovrebbe seguire l'atto "le tracce di piedi" per così dire.
Le differenze rispetto alla normale procedura penale sono le seguenti: 
- La procedura accelerata è ammissibile solo se è trascorso un breve lasso di tempo da quando l'atto è stato commesso.
- Il periodo di carico è di sole 24 ore, Art. 418, Comma ,2 Frase 3 StPO, non 7 giorni come nella procedura normale.
- Nell'ambito della procedura accelerata non viene presa alcuna decisione di avviare la procedura principale. Invece di un'accusa scritta, il pubblico ministero può anche depositare oralmente l'atto d'accusa per il verbale dell'udienza principale. Di norma, l'udienza principale si tiene entro sei settimane dal ricevimento della domanda da parte del tribunale. (Art. 418 StPO.)
- Non può essere inflitta una pena superiore a una pena detentiva di un anno (Art. 419 Comma 1, lettera 2 StPO). Se è prevista una pena detentiva di almeno sei mesi, il tribunale deve nominare un difensore d'ufficio per l'imputato se quest'ultimo non dispone ancora di un avvocato difensore (Comma 4 StPO). Il ritiro della patente di guida è consentito, non possono essere imposte altre misure di miglioramento e di mantenimento della  sicurezza.
- L'assunzione delle prove è semplificata; in particolare, il giudice penale (ma non il Tribunale Onorifico : Laddove una persona nominata dal tribunale a titolo onorifico, che, insieme al giudice, valuta le azioni del convenuto e determina la portata della pena) può respingere le domande di prova senza essere vincolato dai motivi legali di rifiuto osservati nei procedimenti ordinari ed è vincolato solo dagli obblighi del sistema inquisitorio (Art. 420 StPO).

| Controllo di autorità | GND (DE) 4144869-8 |